# Johan van Bracht
Johan van Bracht (begravet 8. juli 1710 i København) var en dansk hofkunstner.
Han var søn af Christian van Bracht og bror til Christoffer og Christian Carl van Bracht.
1691–97 gav kongen Christian van Bracht et tilskud på 200 rigsdaler til en søns uddannelse i Rom; men det er ikke til at sige, om det drejer sig om Johan eller Christian Carl, der begge fik rejsepas til Italien henholdsvis april og oktober 1691. Johan hentede 1703 materialer i Holland og nævnes i de sidste år utvetydigt som faderens medhjælper.
Af Partikulærkassen fik han 1706 betaling for at reparere skilderier, levere lakerede rammer m.m. på Rosenborg Slot og 1709-10 for lakererarbejde på Frederiksberg Slot.
De Danske Kongers Kronologiske Samling har to marmorerede søjler, hver med en miniaturestatuette af Christian V, som ifølge slottets inventarium er udført af "Christian Lakserers Søn".
Han er begravet i Sankt Petri Kirkes Urtegård.